# Pectenocypris
Genre
Pectenocypris est un genre de poissons téléostéens de la famille des Cyprinidae et de l'ordre des Cypriniformes. Il est endémique d'Indonésie.

## Liste des espèces
Selon FishBase (9 septembre 2015) :
- Pectenocypris balaena Roberts, 1989
- Pectenocypris korthausae Kottelat, 1982
- Pectenocypris micromysticetus Tan & Kottelat, 2009